# Enamul Hossain
Enamul Hossain Rajib, beng. এনামুল হোসেন রাজীব (ur. 30 września 1981 w Dhace) – banglijski szachista, piąty arcymistrz w historii Bangladeszu (tytuł otrzymał w 2008 roku).

## Kariera szachowa
Od połowy lat 90. należy do ścisłej czołówki szachistów Bangladeszu. Dwukrotnie (1997, 2006) zdobył złote medale indywidualnych mistrzostw kraju. Między 1996 a 2006 sześciokrotnie uczestniczył w olimpiadach szachowych. W 2007 wystąpił w Pucharze Świata, w I rundzie eliminując Pawła Eljanowa, a w II przegrywając z Jewgienijem Tomaszewskim.
Normy na tytuł arcymistrzowski wypełnił w latach 2002 (na olimpiadzie w Bledzie), 2007 (w otwartym turnieju w Abu Zabi) oraz 2008 (w mistrzostwach Bangladeszu). Do innych jego sukcesów należą:
- dz. III m. w Paryżu (2002, za Jeanem-Lukiem Chabanonem i Andriejem Szczekaczewem, wspólnie z m.in. Liviu-Dieterem Nisipeanu, Laurentem Fressinetem, Alberto Davidem i Aleksandrą Kostieniuk)
- dz. I m. w [Hamburg]u (2004, wspólnie z Andriejem Orłowem)
- dz. III m. w Nowym Delhi (2005, za Abhijitem Kuntem i Krishnanem Sasikiranem, wspólnie z m.in. Antonem Filippowem i Dmitrijem Kajumowem)
- dz. II m. w Dhace (2005, za Surya Gangulym, wspólnie z Reefatem Bin-Sattarem, Saidali Juldaczewem i Aleksandrem Fominychem),
- dz. II m. w Nowym Delhi (2007, za Aleksiejem Driejewem, wspólnie z m.in. Ahmedem Adlym, Ziaurem Rahmanem, Abdullahem Al-Rakibem i Suryą Gangulym)[5].

Najwyższy wynik rankingowy w dotychczasowej karierze osiągnął 1 kwietnia 2009; mając 2531 punkty, zajmował wówczas 1. miejsce wśród szachistów Bangladeszu.